# Patrick Duffy
Patrick Duffy (Townsend, Montana, 1949. március 17. –) amerikai színész.

## Élete és pályafutása
1949. március 17-én a Montana állambeli Townsendben, Patrick Mor Terence Duffy és Marie Dawson bártulajdonosok fiaként született. Duffy büszke ír őseire.
1961-ben családjával Seattle-be költözött, ott járt középiskolába, drámaszakra, majd a Washingtoni Egyetem színész szakán diplomázott.
A Dallas című sorozatban vált ismertté, az egész világ női szíveit meghódító Bobby Ewing szerepében.

## Magánélete
1974-ben házasságot kötött a nála tíz évvel idősebb Carlyn Rosser balerinával, aki korábban 13 évig már más felesége volt. Két gyerekük született, Padraic Terence és Conor Frederick Duffy. Felesége 2017 elején hosszas betegség után elhunyt, ami annyira megviselte a színészt, hogy csak közel fél év múlva jelentette be nyilvánosan, hogy megözvegyült.
Duffy katolikus családból származik, de később áttért a buddhista vallásra, és házasságát Carlynnal is buddhista szertartás szerint kötötte.
1986. november 18-án a szüleit a Montana állambeli saját bárjukban  két 19 éves elkövető megtámadta és fegyverrel lelőtték őket, amellyel halálukat okozták. Bűnösnek találták, és hosszú börtönbüntetésre ítélték őket. Az egyik elkövető 2007 decembere óta próbaidőn van.
2020 óta Linda Purl színésznővel él együtt, akivel régebb óta ismerték egymást, de pandémia alatt jöttek össze, amikor is barátaikkal egy közös Zoom-csoportban voltak.

## Filmográfia

### Film
| Év   | Magyar cím                         | Eredeti cím                    | Szerep               | Megjegyzések                                          |
| ---- | ---------------------------------- | ------------------------------ | -------------------- | ----------------------------------------------------- |
| 1984 |                                    | Vamping                        | Harry Baranski       |                                                       |
| 1998 | Rozsdás, a mentőkutya              | Rusty: A Dog's Tale            | Cap a kutya (hangja) |                                                       |
| 2000 | A nyerő játékos                    | Perfect Game                   | Bobby Geiser edző    | videófilm                                             |
| 2007 | A lankadatlan – A Dewey Cox sztori | Walk Hard: The Dewey Cox Story | önmaga               | cameoszerep (vágatlan verzió) stáblistán nem szerepel |
| 2008 | Csajos a pasim                     | He's Such a Girl               | Whitney apja         |                                                       |
| 2010 | Már megint Te?!                    | You Again                      | Ritchie Phillips     | magyar hangja Csuha Lajos                             |
| 2017 |                                    | Trafficked                     | Christian            |                                                       |
| 2019 |                                    | April, May and June            | April apja           |                                                       |
| 2020 |                                    | Alley of Brandt                | az idő ura           | rövidfilm                                             |
| 2021 | A kúria úrnője                     | Lady of the Manor              | Grayson Wadsworth    |                                                       |

### Televízió

#### Tévéfilmek
| Év   | Magyar cím                                      | Eredeti cím                                      | Szerep                         | Magyar hang    |
| ---- | ----------------------------------------------- | ------------------------------------------------ | ------------------------------ | -------------- |
| 1974 | Az idegen, aki hasonlít hozzám                  | The Stranger Who Looks Like Me                   | örökbe fogadott                |                |
| 1974 | Hurrikán                                        | Hurricane                                        | Jim                            | Csankó Zoltán  |
| 1976 |                                                 | The Last of Mrs. Lincoln                         | Lewis Baker                    |                |
| 1977 |                                                 | Man from Atlantis                                | Mark Harris                    |                |
| 1977 | Man from Atlantis: The Death Scouts             |                                                  | Mark Harris                    |                |
| 1977 | Ember az Atlantiszról – 3. rész: Gyilkos spórák | Man from Atlantis: Killer Spores                 | Mark Harris                    | Németh János   |
| 1977 | Ember az Atlantiszról – 4. rész: Eltűnt emberek | Man from Atlantis: The Disappearances            | Mark Harris                    | Németh János   |
| 1980 | Enola Gay                                       | Enola Gay: The Men, the Mission, the Atomic Bomb | Paul Tibbets ezredes           |                |
| 1982 | Kiáltás az idegenekért                          | Cry for the Strangers                            | Dr. Brad Russell               | Trokán Péter   |
| 1985 |                                                 | From Here to Maternity                           | Henderson                      |                |
| 1985 | Alice Csodaországban                            | Alice in Wonderland                              | a kecske                       |                |
| 1986 |                                                 | Strong Medicine                                  | Dr. Andrew Jordan              |                |
| 1988 | 14 a 30-hoz (Képtelen képletek)                 | 14 Going on 30                                   | színész fekete-fehér filmben   | Csankó Zoltán  |
| 1988 | Istentelen házasság                             | Unholy Matrimony                                 | John Dillman                   | Koroknay Géza  |
| 1988 | Démoni szépség                                  | Too Good to Be True                              | Richard Harland                | Csankó Zoltán  |
| 1990 | Gyilkosság utánvéttel                           | Murder C.O.D.                                    | Steve Murtaugh                 | Csankó Zoltán  |
| 1990 | Késői esküvő                                    | Children of the Bride                            | John Hix                       |                |
| 1991 | Danielle Steel: Apu                             | Daddy                                            | Oliver Watson                  | Csankó Zoltán  |
| 1994 |                                                 | Texas                                            | Stephen Austin                 |                |
| 1996 | Dallas: Jockey visszatér                        | Dallas: J.R. Returns                             | Bobby Ewing                    | Csankó Zoltán  |
| 1997 | Menekülés a pokolból                            | Heart of Fire                                    | Max Tucker                     | Csankó Zoltán  |
| 1998 | Dallas: A Ewingok háborúja                      | Dallas: War of the Ewings                        | Bobby Ewing                    | Csankó Zoltán  |
| 1999 | Pokoli küzdelem                                 | Don't Look Behind You                            | Jeff Corrigan                  | Csankó Zoltán  |
| 2006 | A nagy hajsza                                   | Desolation Canyon                                | Tomas 'Swede' Lundstrom seriff | Csankó Zoltán  |
| 2006 | Szerelmem a szomszédom                          | Falling in Love with the Girl Next Door          | James Connolly                 | Csankó Zoltán  |
| 2009 | Ragály és szerelem                              | Love Takes Wing                                  | Evans polgármester             | Barbinek Péter |
| 2010 | Csodák pedig vannak                             | Healing Hands                                    | Norman bácsi                   | Csankó Zoltán  |
| 2010 |                                                 | Pony Exce$$ (dokumentumfilm)                     | narrátor                       |                |
| 2017 | Gyógymód: karácsony                             | The Christmas Cure                               | Bruce Turner                   | Csankó Zoltán  |
| 2018 |                                                 | Christmas with a View                            | Frank Haven                    |                |
| 2019 |                                                 | The Mistletoe Secret                             | Mack Eubanks                   |                |
| 2019 | Karácsonyi meglepetések                         | Random Acts of Christmas                         | Howard                         | Csankó Zoltán  |
| 2020 | Volt egyszer egy karácsonybolt…                 | Once Upon a Main Street                          | idősebb Dubois                 |                |
| 2021 |                                                 | Doomsday Mom                                     | Larry Woodcock                 |                |
| 2021 |                                                 | The Christmas Promise                            | Pops                           |                |

#### Sorozatok
| Év               | Magyar cím                            | Eredeti cím                             | Szerep                                 | Megjegyzések                                                                           |
| ---------------- | ------------------------------------- | --------------------------------------- | -------------------------------------- | -------------------------------------------------------------------------------------- |
| 1976             |                                       | Switch                                  | Musial őrmester                        | 1 epizód                                                                               |
| 1977–78          | Ember az Atlantiszról                 | Man from Atlantis                       | Mark Harris                            | - főszereplő (17 epizód) - magyar hangja: - Németh János                               |
| 1978–85; 1986–91 | Dallas                                | Dallas                                  | Bobby Ewing                            | - állandó szereplő (326 epizód) - rendező (29 epizód) - magyar hangja: - Csankó Zoltán |
| 1979–82          |                                       | Knots Landing                           | Bobby Ewing                            | 3 epizód                                                                               |
| 1980             | Charlie angyalai                      | Charlie's Angels                        | William Cord                           | 1 epizód                                                                               |
| 1981             | Szerelemhajó                          | The Love Boat                           | Ralph Sutton                           | 1 epizód                                                                               |
| 1985             |                                       | Hotel                                   | Richard Martin                         | 1 epizód                                                                               |
| 1987             |                                       | Our House                               | Johnny Witherspoon                     | 1 epizód                                                                               |
| 1990             |                                       | Newhart                                 | önmaga                                 | 1 epizód (stáblistán nem szerepel)                                                     |
| 1991–98          | Egyről a kettőre                      | Step by Step                            | Frank Lambert                          | - állandó szereplő (160 epizód) - rendező (49 epizód)                                  |
| 1992             | Dinka banda                           | Goof Troop                              | Harold Hatchback (hangja)              | 1 epizód                                                                               |
| 1998             | Halálbiztos diagnózis                 | Diagnosis: Murder                       | Wayde Garrett                          | 1 epizód                                                                               |
| 1999             |                                       | Dead Man's Gun                          | Lyman Gage                             | 1 epizód                                                                               |
| 1999             | Játszd újra az életed                 | Twice in a Lifetime                     | Peter Hogan                            | 1 epizód                                                                               |
| 1999–2001        | Family Guy                            | Family Guy                              | Bobby Ewing / egyéb szereplők (hangja) | 2 epizód                                                                               |
| 2000             |                                       | The Secret Adventures of Jules Verne    | Angelo Rimini herceg                   | 1 epizód                                                                               |
| 2002             | Az igazság ligája                     | Justice League                          | Steve Trevor (hangja)                  | 1 epizód                                                                               |
| 2003             | Angyali érintés                       | Touched by an Angel                     | Mike                                   | 1 epizód                                                                               |
| 2004             |                                       | Reba                                    | Dr. Joe Baker                          | 1 epizód                                                                               |
| 2004             | Dallas: Visszatérés Southforkba       | Dallas Reunion: The Return to Southfork | önmaga / Bobby Ewing                   | - különkiadás - magyar hangja: - Csankó Zoltán                                         |
| 2006–11; 2022–23 | Gazdagok és szépek                    | The Bold and the Beautiful              | Stephen Logan                          | állandó szereplő (155 epizód)                                                          |
| 2010             | Partiszerviz színész módra            | Party Down                              | önmaga                                 | 1 epizód                                                                               |
| 2010             | Tim and Eric Awesome Show, Great Job! |                                         | önmaga                                 |                                                                                        |
| 2012–14          | Dallas                                | Dallas                                  | Bobby Ewing                            | - állandó szereplő (40 epizód) - rendező (1 epizód)                                    |
| 2012             |                                       | Lovin' Lakin                            | önmaga                                 | 1 epizód                                                                               |
| 2014–15          |                                       | Welcome to Sweden                       | Wayne Evans                            | visszatérő szereplő (4 epizód)                                                         |
| 2015             |                                       | The Fosters                             | Robert Quinn Sr.                       | 1 epizód                                                                               |
| 2018             | Anyaság túlsúlyban                    | American Housewife                      | Marty                                  | 1 epizód                                                                               |
| 2019             |                                       | The Cool Kids                           | Gene                                   | 1 epizód                                                                               |
| 2019             | 19-es körzet                          | Station 19                              | Terry                                  | 1 epizód                                                                               |
| 2020             | Bírónő, kérem!                        | All Rise                                | Ed Parker                              | 1 epizód                                                                               |
| 2020             | NCIS                                  | NCIS                                    | Jack Briggs sorhajóhadnagy             | 1 epizód                                                                               |
| 2021             | A folyamatos összeomlás szélén        | On the Verge                            | Gene                                   | 2 epizód                                                                               |

## Díjai
- Bambi-díj (1987)

## További információ
- Patrick Duffy a PORT.hu-n (magyarul)
- Patrick Duffy az Internetes Szinkronadatbázisban (magyarul)
- Patrick Duffy az Internet Movie Database-ben (angolul)
- Patrick Duffy a Rotten Tomatoeson (angolul)